# Thomas Crerar

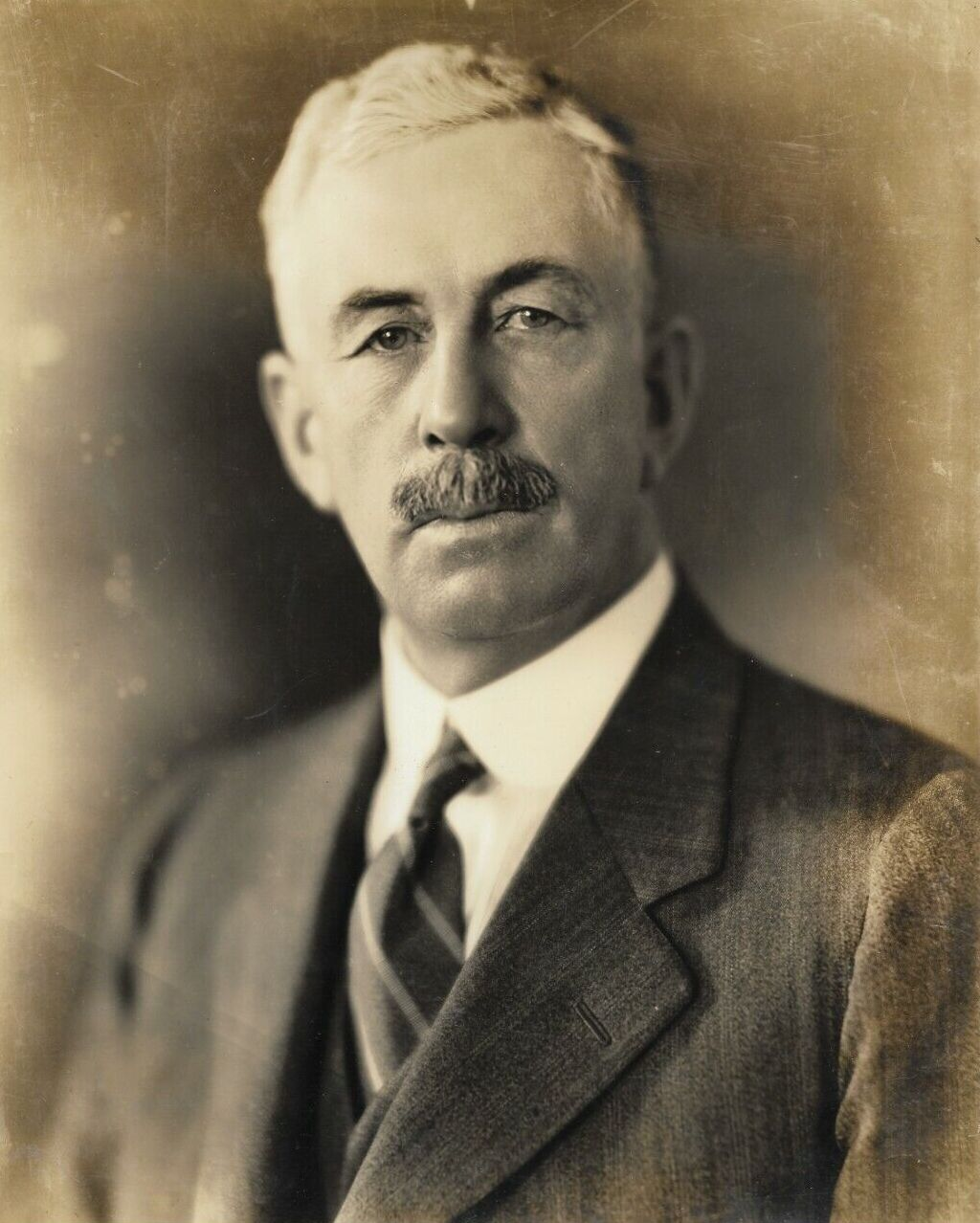
Thomas Crerar (1936)

Thomas Alexander Crerar, PC, CC (* 17. Juni 1876 in Molesworth, Ontario; † 11. April 1975 in Victoria in British Columbia) war ein kanadischer Politiker. Er war zu Beginn der 1920er Jahre im Unterhaus Anführer der kurzlebigen Progressiven Partei, welche die Interessen der Landwirtschaft Westkanadas vertrat. Später wechselte er zur Liberalen Partei und war Minister im Kabinett von William Lyon Mackenzie King, der ihn 1945 zum Senator ernennen ließ.
Für sein Wirken als einflussreicher Architekt des kanadischen Getreidehandels vor 1930 ehrte die kanadische Regierung, vertreten durch den für das Historic Sites and Monuments Board of Canada zuständigen Minister, am 21. Juni 1990 Thomas Alexander Crerar und erklärte ihn zu einer „Person von nationaler historischer Bedeutung“.

## Biografie
Crerar wurde im ländlichen Südwesten der Provinz Ontario geboren und zog in jungen Jahren nach Manitoba. Dort arbeitete er als Lehrer und Landwirt. Ab 1907 war er Vorsitzender der Manitoba Grain Growers, einer einflussreichen Genossenschaft von Weizenbauern. Obwohl er bisher keinerlei Erfahrung in einem politischen Amt gesammelt hatte, ernannte ihn Premierminister Robert Borden im Oktober 1917 zum Landwirtschaftsminister in seiner unionistische Koalitionsregierung. Bei der Wahl im Dezember 1917 wurde er zum Abgeordneten des Wahlkreises Marquette gewählt.
Im Juni 1919 verließ Crerar aus Protest gegen die Hochzollpolitik der Regierung das Kabinett. Der Finanzminister hatte ein Budget vorgelegt, das die Anliegen der Landwirte in Westkanada kaum berücksichtigte. Diese befürworteten den Freihandel mit den USA, da dieser ihnen Vorteile verschafft hätte. Im darauf folgenden Jahr entstand auf Crerars Initiative die Progressive Partei, welche die verschiedenen agrarischen Organisationen auf Bundesebene vertreten sollte.
Die neue Partei gewann bei der Wahl im Dezember 1921 auf Anhieb 58 Sitze und wurde zweitstärkste Kraft. Crerar war kein nationaler Parteivorsitzender, sondern nur Fraktionsvorsitzender im Parlament. Die Medien betrachteten ihn als Führungsfigur der Partei, obwohl er außerhalb des Parlaments keine offizielle Position ausübte. Er scheiterte beim Versuch, die sehr dezentralisiert organisierte politische Bewegung in eine effektivere Parteiorganisation umzugestalten. Als neuer Vorsitzender trat 1922 Robert Forke in Erscheinung und die Progressive Partei verlor in der Folge rasch an Bedeutung. 1925 trat Crerar als Unterhausabgeordneter zurück und ging in die Privatwirtschaft.
William Lyon Mackenzie King ernannte Crerar im Dezember 1929 zum Minister für Eisenbahnen und Kanäle und zog im Februar 1930 mit dem Sieg bei einer Nachwahl in Brandon als Vertreter der Liberalen wieder ins Unterhaus ein. Bereits bei der Wahl im Juni 1930 verlor er seinen Sitz wieder. Fünf Jahre später trat er erneut als liberaler Kandidat an und wurde in Churchill gewählt. Von Oktober 1935 bis April 1945 hatte er verschiedene Ministerposten inne (Indianerangelegenheiten, Inneres, Bergbau, Einwanderung). Auf Ersuchen Kings ernannte der Generalgouverneur Crerar anschließend zum Senator. Diesem Gremium gehörte er bis Mai 1966 an.